# Хаджидимовски манастир
Хаджидимовският манастир „Свети Георги Победоносец“ е български мъжки манастир, подчинен на Неврокопската епархия на Българската православна църква, спадащ към Гоцеделчевската духовна околия. Обявен е за паметник на културата с регионално значение. Манастирът е най-големият по долината на Места и трети в Югозападна България след Рилския и Роженския.

## Местоположение
Манастирът се намира на възвишение южно от град Хаджидимово, чието старо име е Сингартия (или Долно Сингартия) и затова в миналото манастирът е известен и като Сингартийски или Долносингартийски. Построен е върху старо християнско светилище.

## История
Църквата е изградена през 1864 година. Надписът в храма гласи:
| „ | Съгради се този храмъ прѣзъ 1864 год. съ общо на христиѧнитѣ иждивеніе, а тукъ се изобрази въ времето на третиѧ Български Екзархъ Йосифъ Iй и първиѧ Бълг. Неврокопски Митрополитъ Иларионъ I 1911. | “ |

В следващата 1865 г. църквата е осветена. Манастирът на два пъти е опожаряван. През 1979 г. е построен параклисът „Свети Димитър“, чиято вътрешна украса е изцяло дело на неврокопския художник Костадин Златков.

## Архитектура и текущо състояние
Иконостасните икони са дело на неврокопския майстор Серги Георгиев. На иконата на Света Богородица има надпис: „Платецъ Ѳеѡдоръ Стефанович ѿ Неврокопъ на 1866 септем 15 рука Стергіа“. Подписът на иконата на Свети Анастасий е „1870 рук Стергіа“, а на „Възнесение Илиино“ „Платецъ честниы брате Иліа и Нікола Вулковы и чада егѡ напомненіе 1866 септемвріѧ з рука Стергіѧ“. Иконостасът и владишкият трон са възстановени по автентичния образец.
В храма има смятана за чудотворна икона на Свети Георги, датирана към 1750-1800 г.
Отбелязването на храмовия празник започва още на 5-ти май с традиционното за манастира отслужване на всенощно бдение по светогорски устав, което започва около 20:00 часа и продължава до ранните часове на 6 май. На самия Гергьовден се отслужва архиерейска литургия. Храмовият празник на манастира е и официалният празник на град Хаджидимово.